# Communauté de communes Orb et Jaur
La Communauté de communes Orb et Jaur est une ancienne communauté de communes française située dans le département de l'Hérault et la région Occitanie.

## Histoire
Créée en 1998, la communauté de communes Orb et Jaur regroupe 12 communes du canton d'Olargues pour une population de 4 000 habitants. Elle doit son nom à la rivière Jaur et au fleuve Orb. Le Jaur prend naissance à Saint-Pons-de-Thomières et traverse les villages de Riols, Prémian, Saint-Étienne-d'Albagnan, Saint-Vincent-d'Olargues (Julio), Olargues et Mons-la-Trivalle pour se jeter dans le fleuve Orb au niveau de Tarassac. L'Orb naît au-dessus d'Avène pour se jeter dans la mer Méditerranée à Valras-Plage après avoir contourné Béziers. Il traverse les villages de Vieussan et de Roquebrun. 
La communauté constitue un pôle touristique important de l'arrière pays bitterois avec des sites classés tels les Gorges d'Héric, les villages d'Olargues (classé parmi les plus beaux villages de France) et Roquebrun (le petit Nice de l'Hérault). 
Le siège de la communauté se situe à Olargues dans les locaux du Campotel du Haut Languedoc (chemin des Piallettes).
La communauté a pour compétence la gestion des ordures ménagères; elle agit dans le cadre de l'action culturelle et du patrimoine et participe à des  aides diverses aux communes. Elle gère la déchèterie de Julio (route de Saint-Pons à Olargues).
Elle est présidée par Jean ARCAS qui est également maire et conseiller général d'Olargues. Le conseil communautaire est composé de délégués de l'ensemble des communes membres. Elle comprend une équipe administrative et une équipe technique d'une quinzaine de personnes.
Par son action, la communauté remplace les anciens syndicats mis en place auparavant et est devenue un outil stratégique essentiel au sein de ce territoire.
Depuis le 1er janvier 2017, les trois communautés Orb et Jaur, le Minervois et Pays Saint-Ponais ont fusionné dans la communauté de communes Minervois Saint-Ponais Orb-Jaur.

## Communes
La communauté regroupe 12 communes:
| Nom                      | Code Insee | Gentilé       | Superficie (km2) | Population (dernière pop. légale) | Densité (hab./km2) |
| ------------------------ | ---------- | ------------- | ---------------- | --------------------------------- | ------------------ |
| Olargues (siège)         | 34187      | Olarguais     | 18,60            | 666 (2014)                        | 36                 |
| Berlou                   | 34030      | Berlounais    | 11,34            | 201 (2014)                        | 18                 |
| Colombières-sur-Orb      | 34080      | Colombiérais  | 8,11             | 471 (2014)                        | 58                 |
| Ferrières-Poussarou      | 34100      | Ferriérois    | 26,01            | 82 (2014)                         | 3,2                |
| Mons                     | 34160      | Trivallois    | 22,32            | 580 (2014)                        | 26                 |
| Prémian                  | 34219      | Prémianais    | 16,69            | 531 (2014)                        | 32                 |
| Roquebrun                | 34232      | Roquebrunais  | 39,64            | 595 (2014)                        | 15                 |
| Saint-Étienne-d'Albagnan | 34250      |               | 22,70            | 326 (2014)                        | 14                 |
| Saint-Julien             | 34271      | Saint-Juliers | 19,25            | 217 (2014)                        | 11                 |
| Saint-Martin-de-l'Arçon  | 34273      | Martinonois   | 4,22             | 121 (2014)                        | 29                 |
| Saint-Vincent-d'Olargues | 34291      | Vincentinois  | 15,84            | 331 (2014)                        | 21                 |
| Vieussan                 | 34334      | Vieussanois   | 28,26            | 260 (2014)                        | 9,2                |